# كأس أنغولا 2005
كأس أنغولا 2005 هو موسم من كأس أنغولا. كان عدد الأندية المشاركة فيه 20، وفاز فيه أتلتيكو سبورت أفياتسو.